# Norbert Troller
Norbert Troller (12. ledna 1896 Brno – 24. prosince 1984 New York) byl český architekt židovského původu, veterán první světové války, přeživší terezínského i osvětimského koncentračního tábora a emigrant do Spojených států amerických.

## Život
Narodil se 12. ledna 1896 do židovské rodiny Ludwiga a Cecilie Trollerových v Brně. Ludwig byl synem zakladatele kožešnické firmy N. Troller’s Söhne a po otcově smrti vedl podnik. Norbertův otec zemřel poměrně brzy, matka však zůstala dostatečně zajištěná pro středostavovský život. Ve svých 19 letech, v roce 1915, jako dobrovolník narukoval do první světové války, byl však zajat a v letech 1918–1919 skončil v zajateckém táboře v Itálii. Po válce absolvoval studia architektury na Německé vysoké škole technické v Brně a na Akademii výtvarných umění ve Vídni. V roce 1927 se vrátil zpět do Brna a zřídil si zde architektonický ateliér na Cejlu. Navrhoval především interiéry a portály obchodů, ale i obytné a průmyslové domy. Pro různé firmy pak pracoval až do okupace roku 1938.
V roce 1933 se oženil s Theou Goldmannovou. V březnu 1939 bylo však manželství krajským soudem prohlášeno za rozloučené.
Dne 29. března 1942 byl deportován transportem do Terezína, kde pracoval jako architekt v technické kreslírně pro židovskou samosprávu tábora. Spolu s dalšími výtvarníky také obrazově dokumentoval každodenní život a bezútěšnou realitu v táboře, po odhalení této činnosti nacisty byl obviněn z propagandy a spolu s dalšími 17. července 1944 přemístěn do terezínské Malé pevnosti a odtud dále do Osvětimi. Tam se dočkal roku 1945 osvobození. Ještě krátce pak žil v polském Krakově a živil se jako portrétista, v roce 1946 se však vrátil do Brna. Zde bydlel na Úvoze, otevřel si znovu architektonickou kancelář a na nějakou dobu obnovil také kožešnický podnik. Mezi jeho tehdejší realizace patří např. obchodní dům Vichr v Brně.
Po nástupu komunismu odešel do USA, pro Jewish Welfare Board projektoval židovská komunitní centra po celé Severní Americe a v New Yorku si v roce 1959 otevřel vlastní samostatnou kancelář. Věnoval se také návrhům interiérů, získal např. jednu první a čtyři třetí ceny v soutěži interiérů listu The Chicago Herald Tribune. Roku 1978 odešel do důchodu. Yeshiva University Museum mu v roce 1981 uspořádalo výstavu, na níž byly poprvé veřejně odprezentovány i jeho kresby z Terezína. Zemřel 24. prosince 1984. V roce 1991 vyšla anglicky jeho kniha pamětí z Terezína Theresienstadt: Hitler's gift to the Jews.